# 愛媛県道13号壬生川新居浜野田線
愛媛県道13号壬生川新居浜野田線（えひめけんどう13ごう にゅうがわにいはまのだせん）は、愛媛県西条市から四国中央市に至る県道（主要地方道）である。

## 概要
東予地方の臨海部を東西に貫き、西条市から新居浜市を経て四国中央市へと繋がる。
市街地・工場地帯・官庁街など各都市の重要な拠点を結ぶ延長約44 kmの幹線道路であり、特に新居浜市街で信号が数十メートルおきに点在する国道11号を避ける迂回路でもある。

### 路線データ
- 起点：西条市三津屋
- 終点：四国中央市豊岡町長田

## 歴史
西条市内では、かつて南東方向の路線において、2004年までは大型車の離合が困難という約1.5車線の狭い区間が2箇所存在した。
新居浜市内では、以前は北へ大きく曲がり臨海の片側1車線の商店街を通っていたが、現在は同道路に接続していた片側2車線の市道を県道に移管して直進する経路となっている。
- 1992年：西条市船屋乙付近で、集中豪雨による土砂災害が発生し、4車線のうち片側2車線を塞ぐ事態が発生した。その後、約半年の間は土砂災害発生区間のみ暫定2車線の対面通行となった。半年後に4車線で全面復旧した。[要出典]
- 1993年（平成5年）5月11日 - 建設省から、県道がとして主要地方道に指定される[1]。
- 2003年：西条市禎瑞 - 西条市古川乙間、バイパス開通。[要出典]
- 2005年（平成17年）3月22日 - 新兵衞大橋（西条市氷見）が2車線で開通し、全線が2車線化となった[2]。
- 2007年（平成19年）2月28日 - 平形橋（新居浜市平形町 - 新居浜市東雲町間）が4車線で開通[3]。
- 2007年：西条市樋之口 - 西条市神拝甲間、バイパス開通。[要出典]

### かつての有料区間（廃止）
管理は愛媛県道路公社が行っており、2006年3月31日に無料開放されて以降は、県に移管されている。
以下は有料道路時代の情報である。

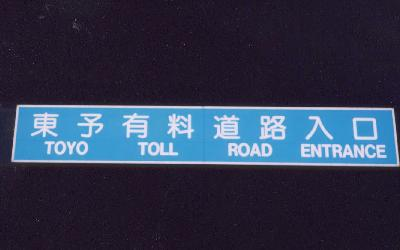
東予有料道路
1978年（昭和53年）5月1日に供用が開始された有料道路。全長は3.5 km。

道路名は東予有料道路（西条市蛭子 - 西条市樋ノ口）で、全線が愛媛県道13号壬生川新居浜野田線に指定されていた。通行料金は下記による。回数券等も利用できた。
| 通行料     | 通行料     |
| 車種       | 料金（円） |
| ---------- | ---------- |
| 軽車両等   | 50         |
| 軽自動車等 | 210        |
| 普通車     | 310        |
| 大型車I    | 470        |
| 大型車II   | 1,150      |

## 路線状況

### 重複区間
- 愛媛県道48号壬生川丹原線（西条市三津屋南 - 西条市北条）
- 国道196号（西条市北条 - 西条市小松町新屋敷）
- 愛媛県道141号西条港線（西条市神拝甲 - 西条市喜多川北浜北）
- 国道11号（西条市下島山甲 - 西条市船屋甲）
- 愛媛県道133号多喜浜泉川線（新居浜市郷 - 新居浜市又野）

### 事前通行規制区間
- 四国中央市土居町天満 - 四国中央市土居町天満（延長4.8 km）...時間雨量40 mm、連続雨量200 mmで通行止め。
- 四国中央市土居町野田 - 四国中央市豊岡町長田（延長0.9 km）...時間雨量40 mm、連続雨量200 mmで通行止め。

## 地理

### 通過する自治体
- 西条市
- 新居浜市
- 四国中央市

### 交差する道路
西条市
- 愛媛県道159号孫兵衛作壬生川線（起点）

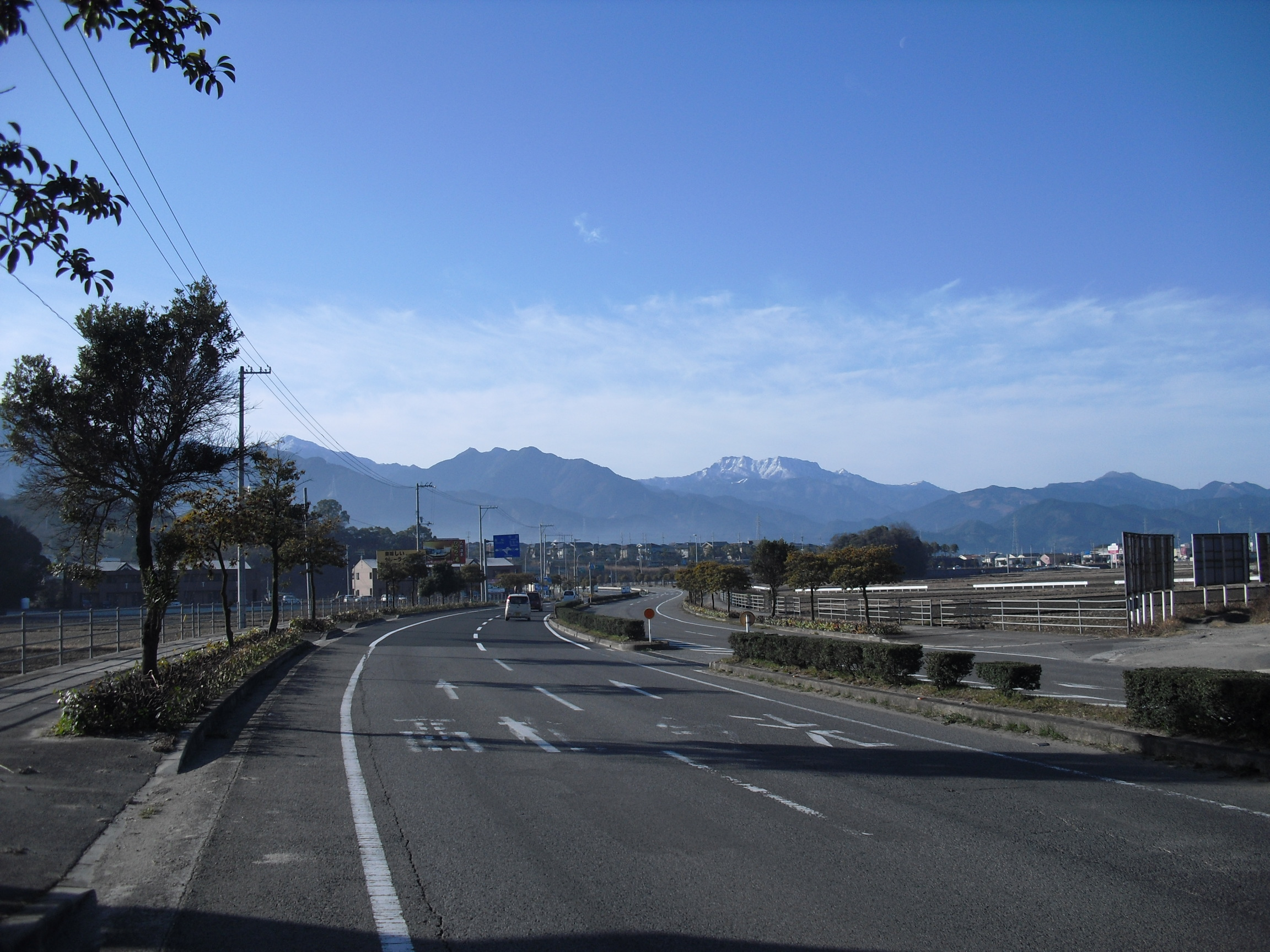
愛媛県道13号線と石鎚山（西条市船屋）

- 愛媛県道48号壬生川丹原線（西条市三津屋南）
- 愛媛県道48号壬生川丹原線（西条市北条）
- 国道196号（西条市北条）
- 愛媛県道13号壬生川新居浜野田線 バイパス（西条市小松町新屋敷）
- 国道196号（西条市小松町新屋敷）
- 愛媛県道149号丹原小松線（西条市小松町新屋敷）
- 愛媛県道141号西条港線（西条市神拝甲）
- 愛媛県道13号壬生川新居浜野田線 バイパス・愛媛県道141号西条港線（西条市喜多川北浜北）
- 愛媛県道140号伊予西条停車場線（西条市新田北新田）
- 国道11号バイパス（西条市下島山甲）
- 国道11号バイパス（西条市船屋甲）

新居浜市
- 愛媛県道137号金子中萩停車場線（新居浜市磯浦町）
- 愛媛県道136号新居浜港線（新居浜市一宮町）
- 愛媛県道11号新居浜角野線（新居浜市一宮町）
- 愛媛県道336号新居浜東港線（新居浜市東雲町）
- 愛媛県道133号多喜浜泉川線（新居浜市郷）
- 愛媛県道133号多喜浜泉川線（新居浜市又野）
- 愛媛県道138号新居浜土居線（新居浜市阿島）

四国中央市
- 愛媛県道128号蕪崎土居線（四国中央市土居町蕪崎）
- 愛媛県道13号壬生川新居浜野田線 土居IC支線（四国中央市土居町野田）
- 国道11号（四国中央市豊岡町長田、終点）

バイパス（西条市）
- 国道196号（愛媛県道13号壬生川新居浜野田線 重複）（西条市小松町新屋敷）
- 愛媛県道143号壬生川港小松線（西条市氷見甲）
- 愛媛県道13号壬生川新居浜野田線・愛媛県道141号西条港線（西条市喜多川北浜北）

土居IC支線
- 愛媛県道13号壬生川新居浜野田線（四国中央市土居町野田）
- 松山自動車道 土居IC・国道11号（四国中央市土居町野田・土居IC交差点）

### 沿線にある施設など

#### 鉄道駅
- 壬生川駅（四国旅客鉄道（JR四国）予讃線）（西条市三津屋）
- 多喜浜駅（四国旅客鉄道（JR四国）予讃線）（新居浜市又野）

#### 公共施設
- 愛媛県東予地方局（西条市喜多川）
- 新居浜市立別子銅山記念図書館（新居浜市北新町）
- 新居浜市役所（新居浜市一宮町）
- 新居浜郵便局（新居浜市繁本町）
- 新居浜税務署（新居浜市一宮町）
- 新居浜簡易裁判所（新居浜市繁本町）
- 新居浜区検察庁（新居浜市繁本町）
- 新居浜労働基準監督署（新居浜市一宮町）
- 新居浜市立郷土美術館（新居浜市一宮町）
- 新居浜市民体育館（新居浜市東雲町）
- 新居浜市民プール（新居浜市東雲町）

#### 警察署
- 西条警察署（西条市新田）

#### 消防署
- 西条市消防本部（西条市朔日市）
- 新居浜市北消防署（新居浜市一宮町）

#### 教育施設
- 国立新居浜工業高等専門学校（新居浜市八雲町）
- 愛媛県立西条高等学校（西条市明屋敷）
- 愛媛県立新居浜西高等学校（新居浜市宮西町）
- 愛媛県立新居浜東高等学校（新居浜市東雲町）
- 新居浜市立川東中学校（新居浜市神郷）
- 新居浜市立北中学校（新居浜市宮西町）
- 新居浜市立西中学校（新居浜市江口町）
- 新居浜市立東中学校（新居浜市東雲町）
- 西条市立神拝小学校（西条市神拝甲）
- 西条市立西条小学校（西条市神拝乙）
- 西条市立多賀小学校（西条市北条）
- 西条市立禎瑞小学校（西条市禎瑞）
- 新居浜市立金子小学校（新居浜市久保田町）
- 新居浜市立神郷小学校（新居浜市神郷）
- 新居浜市立多喜浜小学校（新居浜市多喜浜）
- 新居浜市立宮西小学校（新居浜市宮西町）
- 新居浜市立若宮小学校（新居浜市新田町）

#### 病院
- 済生会西条病院（西条市朔日市）
- 西条中央病院（西条市朔日市）
- 十全総合病院（新居浜市北新町）
- 住友別子病院（新居浜市王子町）
- 豊岡台病院（四国中央市豊岡町）

#### その他
- フジグラン西条（西条市新田）
- フレスポ西条（西条市新田）
- パルティ・フジ西条玉津（西条市玉津）
- 住友金属鉱山（非鉄金属メーカー）（新居浜市西原町）
- 住友重機械工業（機械設備メーカー）（新居浜市惣開町）
- 三井住友建設（建設業）（新居浜市磯浦町）
- リーガロイヤルホテル新居浜（新居浜市前田町）
- イオンモール新居浜（新居浜市前田町）
- 一宮神社（新居浜市一宮町）